# El Tatu
El Tatu ist ein Musiklabel aus Portugal, das gelegentlich auch als Buchverlag auftritt.

## Geschichte und Repertoire
Es wurde 1989 von Tim, dem Sänger der erfolgreichen Punk/Rock-Band Xutos & Pontapés gegründet. Dieser trug sich schon länger mit dem Gedanken, ein unabhängiges Label zu gründen, um dem wachsenden Underground eine Plattform zu geben. Als die aufstrebende Punkband Censurados, die von den Xutos & Pontapés bereits mehrmals als Vorband eingeladen wurden, ihr Debütalbum beim finanziell angeschlagenen Independentlabel Ama Romanta nicht veröffentlichen konnten, nahm Tim dies zum Anlass, das Label mit der Veröffentlichung des Censurados-Albums 1990 zu starten.
Das neue Label erreichte danach zunehmend Aufmerksamkeit in der Musikszene des Landes, insbesondere Anfang der 1990er Jahre. El Tatu wurde ein ungewöhnlich professionell arbeitendes Independent-Label, das Tonträger aufstrebender Gruppen verschiedener Stilrichtungen herausbrachte. Dazu zählen die ersten beiden Alben der Censurados, das Debütalbum der Folk-Punk-Band Ex-Votos des ersten Xutos & Pontapés-Sängers Zé Leonel, und die Compilation avantgardistischer Jazz- und Improvisationsmusik Em tempo real. Auch die Wiederveröffentlichung früher Xutos & Pontapés-Aufnahmen und das erste Album der bekannt gewordenen Comedy-Rockabilly/Surf/Ska-Band Ena Pá 2000 um den charismatischen Künstler, Schauspieler und Präsidentschaftskandidaten Manuel João Vieira sind zu nennen.
In den vergangenen Jahren trat El Tatu seltener als Label in Erscheinung. Die letzten Solo-Veröffentlichungen Tims erschienen hier, darunter das u. a. auch im Buchformat veröffentlichte, mit namhaften Gastmusikern eingespielte Companheiros de Aventura (2010). Bereits vorher sind bei El Tatu gelegentlich auch Bücher erschienen, so die Fotobiografie Fotobiografia Xutos & Pontapés - XX anos, zum zwanzigjährigen Bandjubiläum im Dezember 1998.